# AD São Caetano
Associação Desportiva São Caetano, zkráceně AD São Caetano či São Caetano, je brazilský fotbalový klub sídlící ve městě São Caetano do Sul v aglomeraci São Paula. Hraje na stadionu Anacleto Campanella. Dresy jsou modré.

## Historie
Klub byl založen až v roce 1989. V roce 2000 tým hrál 2. brazilskou ligu, ze které ale první 3 týmy postoupily do boje o titul (spolu s 12 týmy z 1. ligy a 1 týmem ze 3. ligy). Postoupil do boje o titul a tam došel do finále. V roce 2001 už hrál 1. ligu a znovu došel do finále. V roce 2002 tým hrál finále Poháru osvoboditelů. V roce 2004 tým vyhrál titul mistra státu Sao Paulo.
V roce 2004 dostal obránce Serginho infarkt v zápase s FC Sao Paulo. São Caetano bylo svazem tvrdě penalizováno, protože nechalo hráče hrát, i když o jeho zdravotním problému vědělo. V roce 2006 tým sestoupil z 1. brazilské ligy.

## Úspěchy
Národní
- Série A

Finalista (2): 2000, 2001
- Campeonato Paulista

Vítěz (1): 2004
Mezinárodní
- Pohár osvoboditelů:

Finalista (1): 2002